# Burgerbukta
Burgerbukta is een baai van het eiland Spitsbergen, dat deel uitmaakt van de Noorse eilandengroep Spitsbergen.
De baai is vernoemd naar de Oostenrijkse fotograaf Wilhelm Burger (1844-1920).

## Geografie
De baai is noord-zuid georiënteerd, heeft twee takken en heeft een lengte van ongeveer acht kilometer. Ze mondt in het zuiden uit in het fjord Hornsund.
De baai bevindt zich in de noordkust van het fjord op de grens van het Wedel Jarlsberg Land en het Torell Land.